# São Pedro da Serra

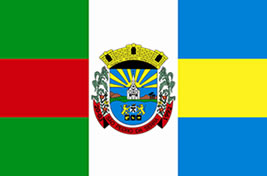
Bandera del municipio.

São Pedro da Serra es un municipio brasileño del estado de Rio Grande do Sul.
Se encuentra ubicado a una latitud de 29°25′16″ S y una longitud de 51°30′48″ O, estando a una altitud de 463 metros sobre el nivel del mar. Su población estimada para el año 2004 era de 3.222 habitantes.
Ocupa una superficie de 35,164 km².
- Datos: Q1750059
- Multimedia: São Pedro da Serra / Q1750059